# Lewis Fiorini
Lewis Fiorini (sinh ngày 17 tháng 5 năm 2002) là một cầu thủ bóng đá chuyên nghiệp hiện tại đang thi đấu ở vị trí tiền vệ cho câu lạc bộ Manchester City tại Giải bóng đá Ngoại hạng Anh. Sinh ra tại Anh, Fiorini đại diện cho Scotland trên đấu trường quốc tế.

## Sự nghiệp thi đấu

### Manchester City
Là một tiền vệ tấn công, Fiorini bắt đầu sự nghiệp của mình tại câu lạc bộ Manchester City và đã phát triển qua từng nhóm tuổi. Vào ngày 2 tháng 7 năm 2021, anh ký bản hợp đồng mới với câu lạc bộ, có thời hạn đến mùa hè năm 2026.

#### Cho mượn tại NAC Breda
Vào ngày 20 tháng 8 năm 2020, Fiorini gia nhập NAC Breda theo dạng cho mượn kéo dài một mùa giải, trong thời gian đó, anh ghi được 6 bàn thắng và có được 5 pha kiến tạo.

#### Cho mượn tại Lincoln City
Vào ngày 2 tháng 7 năm 2021, Fiorini ký hợp đồng cho mượn kéo dài một mùa giải tại Lincoln City, thừa nhận rằng anh đã nói chuyện với đồng đội ở Manchester City và người từng được cho mượn ở Lincoln City, Morgan Rogers về việc gia nhập câu lạc bộ. Anh có trận ra mắt vào ngày 10 tháng 8, khi vào sân từ băng ghế dự bị trong trận đấu tại Cúp EFL với Shrewsbury Town, chứng kiến the Imps thua trên loạt sút luân lưu, còn Fiorini bỏ lỡ lượt sút quyết định. Anh ghi bàn thắng đầu tiên cho câu lạc bộ, trong chiến thắng 5–1 trước Cambridge United vào ngày 11 tháng 9 năm 2021.

#### Cho mượn tại Blackpool
Vào ngày 16 tháng 7 năm 2022, Fiorini gia nhập câu lạc bộ Blackpool theo dạng cho mượn kéo dài 1 mùa giải. Anh ra mắt cho đội bóng trong chiến thắng với cách biệt 1 bàn trước Reading tại Bloomfield Road vào ngày 29 tháng 7. Anh ghi bàn thắng đầu tiên cho câu lạc bộ vào ngày 28 tháng 4 năm 2023 trong trận thua 2-3 trên sân nhà trước Millwall. Vào cuối trận, đội bóng của anh đã để thủng lưới từ một quả phạt đền, giúp Millwall giành chiến thắng và khiến Blackpool xuống hạng.

## Thống kê sự nghiệp

### Câu lạc bộ
Tính đến 1 tháng 10 năm 2022.
| Câu lạc bộ           | Mùa giải            | Giải đấu                    | Giải đấu | Giải đấu | Cúp quốc gia | Cúp quốc gia | League Cup | League Cup | Khác | Khác | Tổng cộng | Tổng cộng |
| Câu lạc bộ           | Mùa giải            | Hạng                        | Trận     | Bàn      | Trận         | Bàn          | Trận       | Bàn        | Trận | Bàn  | Trận      | Bàn       |
| -------------------- | ------------------- | --------------------------- | -------- | -------- | ------------ | ------------ | ---------- | ---------- | ---- | ---- | --------- | --------- |
| U-23 Manchester City | 2019–20             | –                           | –        | –        | –            | –            | –          | –          | 4    | 0    | 4         | 0         |
| Manchester City      | 2020–21             | Giải bóng đá Ngoại hạng Anh | 0        | 0        | 0            | 0            | 0          | 0          | 0    | 0    | 0         | 0         |
| Manchester City      | 2021–22             | Premier League              | 0        | 0        | 0            | 0            | 0          | 0          | 0    | 0    | 0         | 0         |
| Manchester City      | Tổng cộng           | Tổng cộng                   | 0        | 0        | 0            | 0            | 0          | 0          | 4    | 0    | 0         | 0         |
| NAC Breda (mượn)     | 2020–21             | Eerste Divisie              | 32       | 5        | 1            | 0            | –          | –          | 3    | 1    | 36        | 6         |
| Lincoln City (mượn)  | 2021–22             | EFL League One              | 39       | 6        | 1            | 0            | 1          | 0          | 3    | 0    | 44        | 6         |
| Blackpool (mượn)     | 2022–23             | EFL Championship            | 13       | 1        | 0            | 0            | 1          | 0          | 0    | 0    | 14        | 1         |
| Tổng cộng sự nghiệp  | Tổng cộng sự nghiệp | Tổng cộng sự nghiệp         | 84       | 12       | 2            | 0            | 2          | 0          | 10   | 1    | 98        | 13        |

Ghi chú
1. 1 2  Ra sân tại EFL Trophy
2. ↑  Ra sân tại play-off Eerste Divisie